# César Souza Júnior
César Souza Júnior (Florianópolis, 12 de agosto de 1979) é um político e comunicador brasileiro filiado ao Partido Social Democrático (PSD). Eleito duas vezes deputado estadual em Santa Catarina. Foi prefeito de Florianópolis, eleito em 28 de outubro de 2012, governando de 2013 a 2017.

## Vida pessoal
É filho de Cesar Souza e Angela Maria de Souza; tem três irmãos e uma filha. Casou-se com Fernanda Fogaça Souza em março de 2024. 
É advogado, formado em 2001 pela Universidade do Vale do Itajaí (Univali). Especialista em direito público pela Univali e em Políticas Públicas na Fundação Friedrich Naumann, em Colônia, na Alemanha.
Ao lado da advocacia, a partir de 2001, César Júnior também atuou na área da comunicação, tendo trabalhado em televisão e rádio por quase uma década, tratando especialmente de temas relacionados à defesa dos direitos do cidadão. Na TV Barriga Verde esclarecia as dúvidas dos telespectadores como consultor jurídico. Na Massa FM Floripa, que pertence a Rede Guararema de Rádios, comandou um programa próprio para mais de 150 municípios do estado. Na mesma emissora ocupou também cargos administrativos, tendo sido diretor-geral por cinco anos (de 2000 a 2005).
César Souza Júnior participou ativamente ainda da Associação Catarinense das Emissoras de Rádio e Televisão (Acaert), tendo sido vice-presidente da Regional I (Grande Florianópolis) da entidade.

## Vida pública
Iniciou suas atividades político-partidárias em 2001, como 1º secretário da executiva regional do então Partido da Frente Liberal (PFL). De 2002 a 2006 exerceu as funções de secretário-geral da executiva estadual e vice-presidente do Diretório Municipal de Florianópolis. Em 2007 foi vice-presidente estadual do Democratas, partido que sucedeu o PFL.
Em 2006 disputou pela primeira vez um cargo eletivo, tendo sido eleito deputado estadual com 52.051 votos. Na Assembleia Legislativa de Santa Catarina foi membro das comissões de Constituição e Justiça, de Cultura, Educação e Desporto e de Turismo e Meio Ambiente. Presidiu ainda o Fórum Parlamentar Permanente da Cultura Açoriana. Em 2007 foi vice-líder de governo e de 2009 a 2011 foi líder da bancada dos Democratas no Parlamento Estadual.
Em 2008 disputou as eleições municipais como candidato a prefeito de Florianópolis, tendo obtido o terceiro lugar, com 30.834 votos.
Candidato a deputado estadual novamente em 2010, conquistou 63.723 votos. Foi a segunda maior votação para a Assembleia Legislativa de Santa Catarina.
Em janeiro de 2011, convocado pelo governador Raimundo Colombo, assumiu a Secretaria de Estado de Turismo, Cultura e Esporte.
Permaneceu no cargo até fevereiro de 2012, quando saiu atendendo a legislação eleitoral, a fim de concorrer novamente ao cargo de prefeito de Florianópolis, sendo eleito junto ao vice João Amin, do PP.

## Cargos e funções públicas
César Souza Júnior assumiu os seguintes cargos:
- Deputado estadual de Santa Catarina - Período: 2006-2010
- Deputado estadual de Santa Catarina - Período: 2011-2013
- Secretário de Estado do Turismo, Cultura e Esporte - Período: 2011-2012
- Prefeito de Florianópolis - Período 2013-2016

## Atuação na vida pública
Como deputado estadual, César Júnior destacou-se por sua atuação e pelos projetos apresentados, dentre eles o que instituiu a Ficha Limpa estadual e o que criou a Frente Parlamentar contra as Taxas de Marinha.
Como secretário de estado em menos de três meses à frente da pasta, em 30 de março, concluiu e entregou a primeira etapa das obras do Centro Integrado de Cultura (CIC), as Oficinas de Arte. Em junho, inaugurou o Museu de Arte de Santa Catarina (MASC), fechado há dois anos para reforma. Em 30 de dezembro de 2011 inaugurou o Cinema do CIC. Até o segundo semestre de 2012 serão entregues aos catarinenses o Museu da Imagem e do Som (MIS) e o Teatro Ademir Rosa.
Ao mesmo tempo, atendendo ao apelo da comunidade local, readequou o projeto da Arena do Norte Ilha, inicialmente prevista para multiúso, para transformá-la em Centro de Eventos. Além do pavilhão para exposições, feiras e congressos, a Arena do Norte da Ilha abrigará uma escola para formação de mão-de-obra de serviços turísticos. Cesar Souza Junior também destinou recursos para as obras de readequação da Arena de São José, adaptando-a para receber eventos esportivos.
Para o esporte a secretaria destinou recursos à formação de 100 atletas e à promoção de diversos campeonatos, torneios e festivais, atendendo a todas as Federações Esportivas do Estado.
Dentre diversas obras físicas, destaca-se a preservação do patrimônio histórico, com a restauração da Igreja Matriz de São José e das Igrejas do Ribeirão da Ilha e da de São Francisco, no Centro da Capital, e de áreas de lazer, com a construção e revitalização de cinco praças de esportes em diversos bairros de em Florianópolis.

### Maratona Cultural de Florianópolis
Inúmeros projetos culturais, apresentados por artistas e entidades, foram contemplados em 2011. Dentre eles, destaque para a Maratona Cultural de Florianópolis que promoveu simultaneamente, em novembro, 50 shows, 42 peças de teatro, 25 apresentações de dança, exposições de 15 artistas plásticos, 30 artistas circenses, exibição de 30 filmes, dentre outras manifestações como grafite, folclore e intervenções urbanas. Foram mais de 500 artistas em 200 apresentações.

### Força Tur e Salva Tur
Além do tradicional apoio às atividades turísticas do Estado, Cesar Souza Junior inovou ao criar dois projetos em parceria com a Secretaria de Segurança Pública, a Polícia Militar e o Corpo de Bombeiros Militar. Tendo em vista que o turismo representa 12,5% do PIB catarinense, o secretário destinou R$ 7,5 milhões ao Projeto Força Tur, para aquisição de veículos, equipamentos e softwares de reconhecimento facial e de placas de veículos. O sistema é inédito no Brasil e vai garantir segurança não apenas aos turistas, mas especialmente para os cidadãos catarinenses. Inspirado pelo Força Tur, Cesar Souza Junior lançou em novembro o Projeto SALVA TUR, em parceria com o Corpo de Bombeiros Militar do Estado. Foram destinados R$ 10 milhões para financiar ajuda de custo a 1,2 mil guarda-vidas civis, por doze meses. Além disso, com os recursos, também serão construídos trinta postos salva-vidas ecológicos nos balneários catarinenses.

## Candidatura a prefeito de Florianópolis
Concorreu em 2012 à prefeitura, sendo o candidato do PSD em Florianópolis e tendo como vice o vereador João Amin (PP), numa coligação intitulada "Por uma cidade mais humana" e formada pelos seguintes partidos: PSD-PP-PSB-PSDB-DEM-PSC-PSDC.
Suas principais propostas são: Apresentar um novo plano diretor municipal em 2013, após discutir com a comunidade, incentivando o desenvolvimento sustentável. Valorizar os profissionais da saúde com um novo plano de carreira e salários melhores. Fazer uma nova licitação do transporte público, gerando concorrência e por consequência barateando o custo para o passageiro. Criar novas creches com atendimento integral, zerando assim a fila de vagas.
César Souza Júnior obteve 76.024 votos, o que corresponde a 31,68% dos votos válidos no primeiro turno, classificando-se assim para o segundo turno contra o candidato Gean Loureiro do PMDB.
Venceu o segundo turno com 52,64% dos votos válidos (117.834) tornando-se, assim, o novo prefeito de Florianópolis.
Em 8 de junho de 2016, declarou que não iria concorrer à reeleição.